# Luigi Arcangeli
Luigi Arcangeli, italijanski dirkač, * 1902, Forlì, Italija, † 23. maj 1931, Monza, Italija.
Luigi Arcangeli se je rodil leta 1902 v italijanskem mestu Forlì. Prvi večji uspeh je dosegel v sezoni 1928, ko je zmagal na dirki Velika nagrada Cremone s Talbotom. Svojo drugo in zadnjo zmago je dosegel v sezoni 1930, na dirki za Veliko nagrado Rima z Maseratijem. V sezoni 1931 je prestopil v moštvo Alfa Romeo, toda z dirkalnikom Alfa Romeo Tipo A se je na dirki za Veliko nagrado Italije na dirkališču Autodromo Nazionale Monza smrtno ponesrečil. V hitrem levem ovinku Curva del Vialone ga je odneslo s steze, dirkalnik je trčil v drevesa, Arcangelija je izvrglo in umrl je na mestu zaradi hudih poškodb glave. 